# Vallkärra kyrka

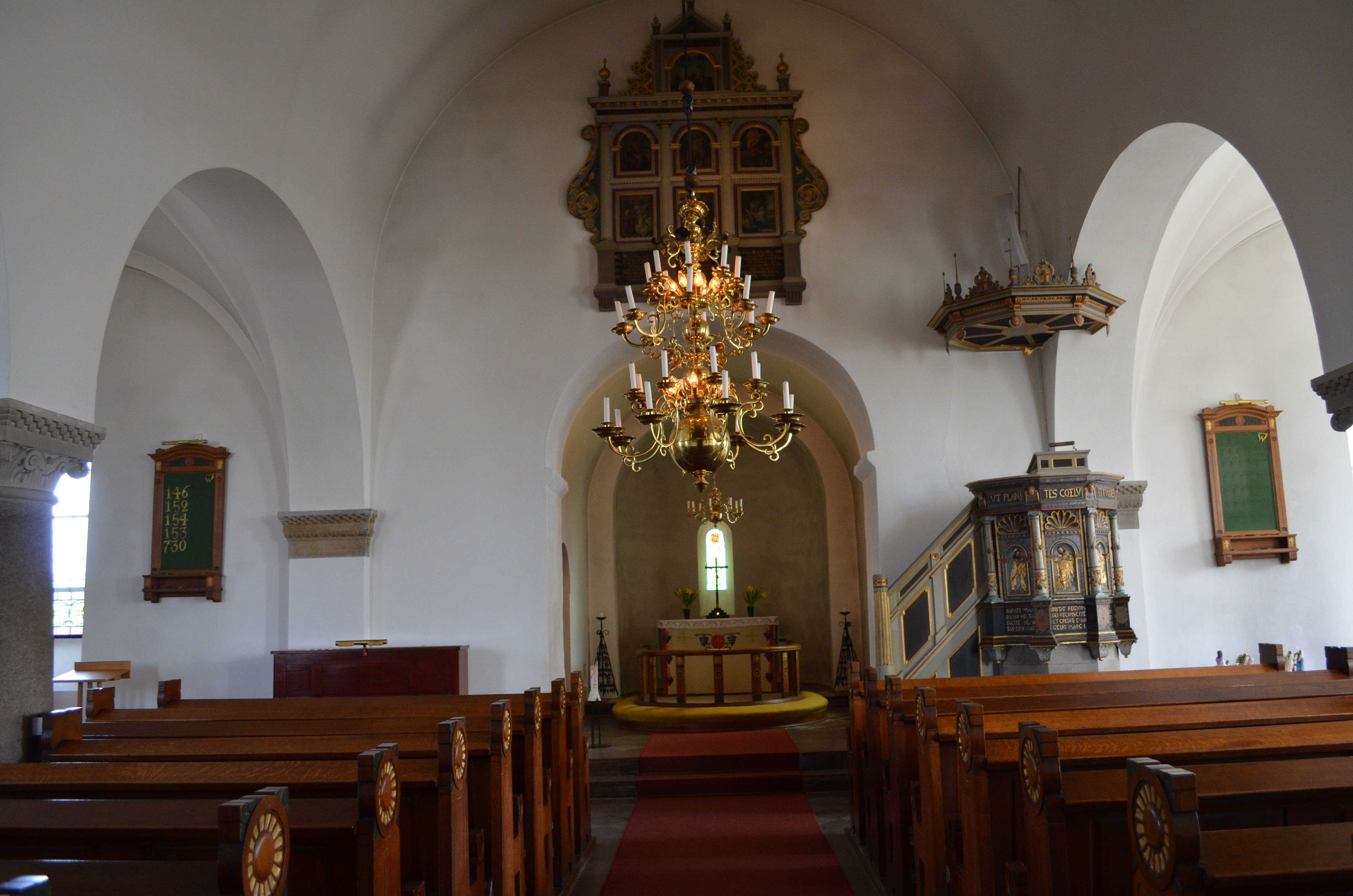
Vallkärra kyrkas kyrkosal

Vallkärra kyrka är en kyrka i byn Vallkärra på Lundaslätten. Den tillhör Torns församling i Lunds stift.

## Kyrkobyggnaden
Kyrkan byggdes på 1100-talet i romansk stil, men av den kyrkan finns nu bara koret kvar. De medeltida kalkmålningarna utförda av Finjamästaren finns numera på  Lunds universitets historiska museum.
Precis som många andra Lundakyrkor gjordes en omfattande renovering på 1800-talet av CG Brunius. Vallkärra kyrka byggdes om 1844-1845 och genomgick då en omfattande karaktärsförändring. Bland annat fick kyrkan en tre gånger så stor yta. En genomgripande restaurering genomfördes åren 1906-1907 under ledning av domkyrkoarkitekt av Theodor Wåhlin och kyrkan fick då sitt nuvarande utseende. Bland annat avlägsnades de medeltida kryssvalven och långhuset höjdes. Taken i långhus och kor försågs med tunnvalv. Ny dopfunt, altarbord och bänkinredning tillkom.
Kyrkklockan i klockstapeln utanför Bosebo kyrka på Kulturen i Lund kommer från Vallkärra kyrka. Den är från 1621 och såldes till Kulturen 1907. Den ersattes då med en ny klocka. Dessutom finns ytterligare en klocka från 1804.

## Orgel
- 1854 byggde Anders Victor Lundahl, Malmö en orgel med 10 stämmor
- 1906 byggde Olof Hammarberg, Göteborg en orgel med 12 stämmor.
- Den nuvarande orgeln byggdes 1963 av A. Mårtenssons Orgelfabrik AB, Lund och är en mekanisk orgel.

| Manual I      | Manual II     | Pedal        | Koppel |
| Gedackt 8'    | Spetsgamba 8´ | Subbas 16´   | I/P    |
| Principal 4´  | Rörflöjt 4'   | Gemshorn 8´  | II/P   |
| Kvintadena 4' | Principal 2'  | Nachthorn 4' | II/I   |
| Blockflöjt 2' | Kvinta 1 1/3' |              |        |
| Mixtur 4 chor | Dulcian 8'    |              |        |